# Peter van Pels
Petru Aron van Pels (n. 8 noiembrie 1926, Osnabrück, Germania – d. 10 mai 1945, Lagărul de concentrare Mauthausen-Gusen, Austria Superioară, Austria) a fost un tânăr evreu din Țările de Jos, care a devenit o victimă a nazismului; el este menționat în Jurnalul Annei Frank sub pseudonimul Peter van Daan. El s-a ascuns din iulie 1942 până în august 1944, împreună cu Anne Frank și cu alți șase evrei, într-o ascunzătoare din spatele clădirii de pe Prinsengracht 263 din Amsterdam, cunoscută astăzi sub numele de casa Anne Frank.

## Viața

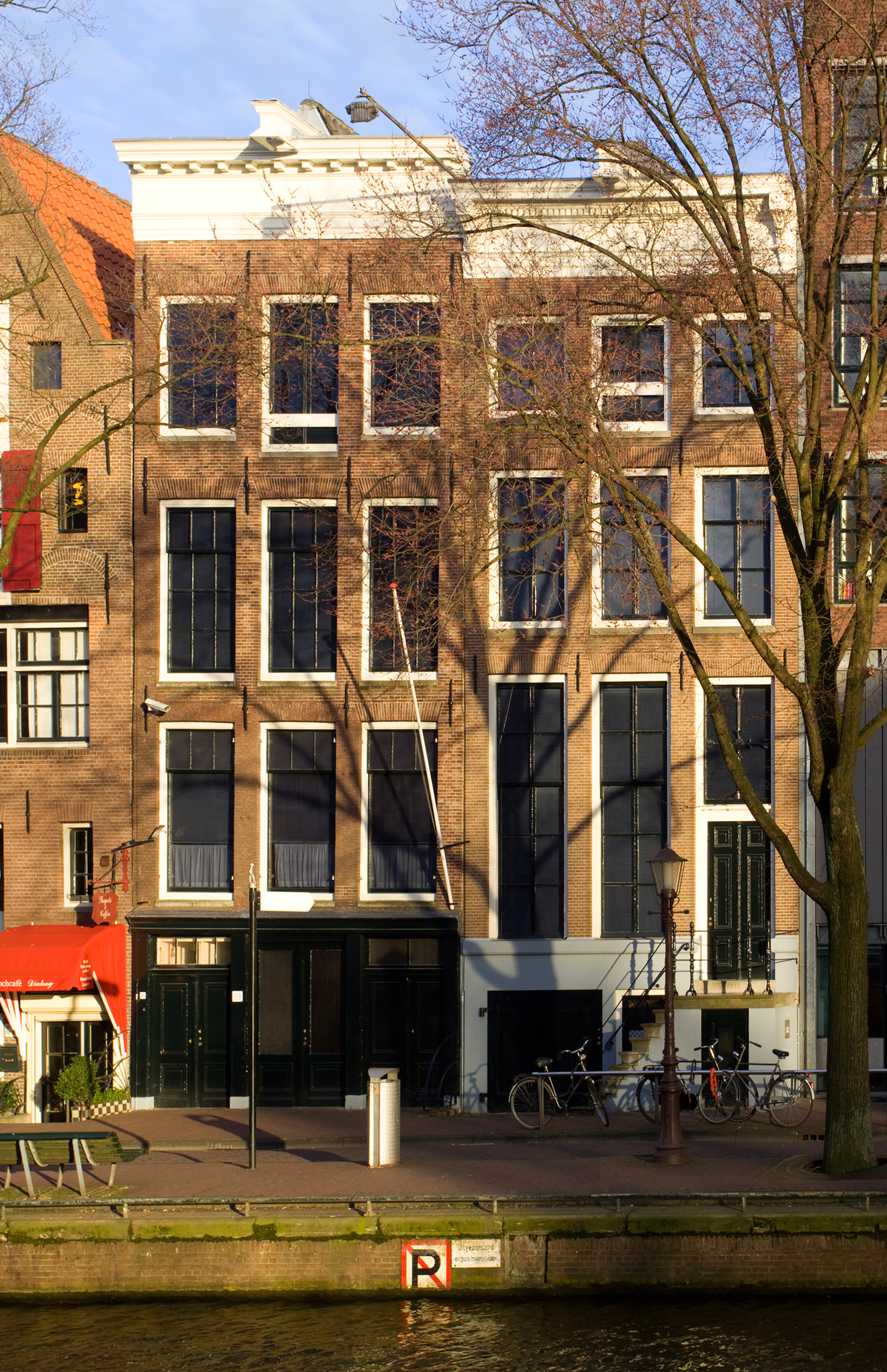
Clădirea de pe Prinsengracht 263, în care s-a ascuns Peter van Pels

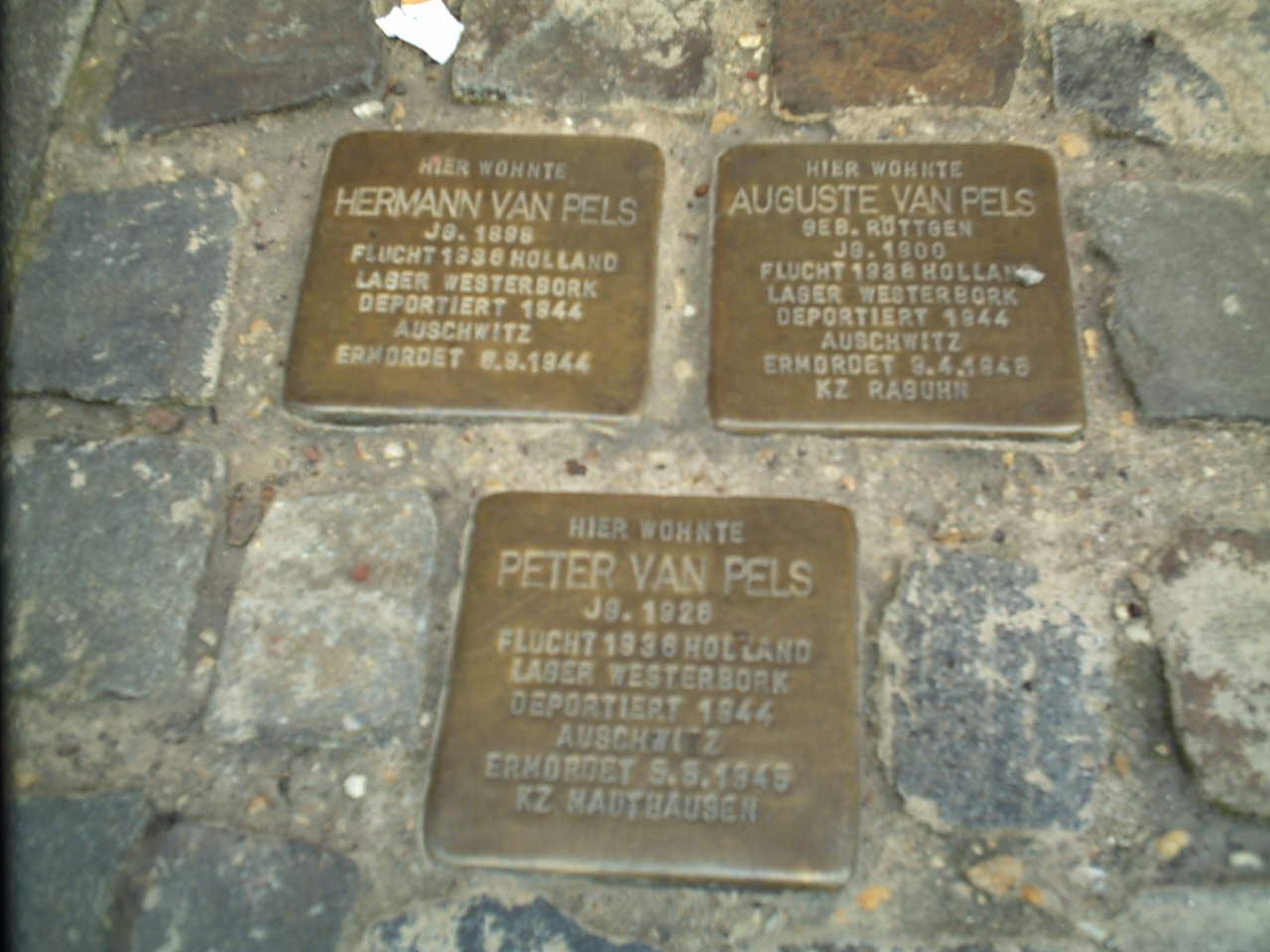
Stolperstein pentru familia van Pels în Martinistraße 67a

Peter van Pels s-a născut în 1926 într-o locuință de pe Martinistraße din orașul Osnabrück. El a fost singurul copil al lui Hermann van Pels și al Augustei van Pels (născută Röttgen). A studiat la Liceul Evreiesc din Amsterdam și apoi a făcut o ucenicie de tâmplar. Potrivit măsurătorilor făcute de Otto Frank la intrarea în Casa Anne Frank Peter avea 1,70 metri înălțime și cântărea 67 kg. Familia van Pels s-a mutat la Amsterdam în iunie 1937 pentru a scăpa de legile antisemite adoptate în Germania Nazistă.
Pe 19 iulie 1942, familia van Pels s-a instalat în anexa secretă aflată în spatele clădirii de pe Prinsengracht 163, unde se afla sediul companiilor Opekta și Pectacon; acolo se aflau deja de două săptămâni Otto Frank, Edith Frank-Holländer, Margot Frank și Anne Frank, iar în luna noiembrie li se vor alătura dentistul Fritz Pfeffer. În Jurnalul Annei Frank este descrisă întâlnirea Annei cu Peter, aversiunea inițială a fetei față de el și apoi afecțiunea ei în creștere.
Singura piesă de mobilier care a mai fost păstrată în clădirea din Prinsengracht 263 a fost, probabil, confecționată de Peter van Pels.
Gestapo-ul a pătruns pe 4 august 1944 în anexa secretă din spatele clădirii și le-a arestat pe cele opt persoane care se ascundeau acolo. Peter van Pels a ajuns în lagărul de concentrare de la Auschwitz și, din momentul internării, l-a aprovizionat în mod regulat cu alimente pe Otto Frank. Ca urmare a înaintării Armatei Roșii, el a fost evacuat din lagăr în noaptea de 17 spre 18 ianuarie 1945 și trimis în „Marșul morții”. Peter van Pels a ajuns la 25 ianuarie 1945 în lagărul de concentrare Mauthausen de pe teritoriul Austriei. La patru zile după sosire, pe 29 ianuarie 1945, el a fost transferat din lagărul principal Mauthausen într-una dintre taberele adiacente aflate în apropiere de Melk. Nu se știe dacă a murit aici sau în lagărul principal, unde au ajuns iarăși o parte din prizonieri. Potrivit evidențelor lagărului, el a murit pe 5 mai 1945, cu doar trei zile înainte de eliberarea lagărului.
Tatăl său, Hermann van Pels, a fost gazat pe 8 septembrie 1944, în lagărul de concentrare Auschwitz. Mama lui, Auguste van Pels, a trecut prin mai multe lagăre și a ajuns pe 9 aprilie 1945 în Raguhn, tabără adiacentă a lagărului de concentrare Buchenwald.
În fața clădirii de pe Martinistraße 67a din Osnabrück au fost amplasate în pavimentul străzii pietre memoriale (Stolpersteine) pentru membrii familiei van Pels. Ei au locuit acolo la primul etaj.

## Personaj literar
Peter van Pels a devenit mai târziu personajul principal al romanului The Boy Who Loved Anne Frank (în traducere română Băiatul pe care l-a iubit Anne Frank, 2005) scris de Ellen Feldman. Povestea de dragoste dintre Peter și Anne este prezentată în acel roman, fiind înfrumusețată fictiv. În continuare, autoarea inventează o continuare a vieții lui Peter, susținând că el a supraviețuit lagărului de concentrare, a emigrat în Statele Unite ale Americii și și-a redescoperit într-un mod traumatic trecutul său, ale cărui amintiri încercase să și le reprime.

## Citate
Max van Creveld, care a fost chiriaș din 1940 până în 1941 în casa în care locuia familia van Pels, și-a amintit următoarele:
„Am închiriat o cameră de-a lor și am mâncat în fiecare seară împreună. Doamna van Pels era cea care gătea. Nu am avut o relație deosebit de strânsă, nu am știut, de exemplu, că ei voiau să se ascundă. Dar așa ceva se ținea secret pe atunci. Erau vremuri rele. Domnul van Pels era foarte amabil și doamna van Pels așișderea. Peter era un tip grozav. Ce școală a urmat, nu mai știu, dar îmi amintesc că a urmat un curs de formare în domeniul confecționării de mobilier.”
Bertel Hess, o verișoară a lui Hermann van Pels, îl descria astfel:
„L-am văzut de multe ori pe Peter. El o vizita pe mătușa lui, Henny, și pe bunicul lui, care fugiseră, de asemenea, de la Osnabrück și trăiau acum la Amsterdam. Era un băiat foarte drăguț și timid, foarte timid. El venea adesea la Henny dacă ea avea ceva de reparat, lucrări de tâmplărie sau așa ceva; astfel de treburi îi făcea el. Era foarte liniștit.”